# 元蒺藜
元蒺藜（6世纪—534年），北魏末年的一位公主，父母、经历不详。
她是堂兄弟元修的三个同姓情妇之一，因此进封公主。534年元修带着元明月入关，元蒺藜上吊而死。